# Francisco Aznar y García
Francisco Aznar y García (Zaragoza, c. 1831-Madrid, 1911) fue un pintor español.

## Biografía

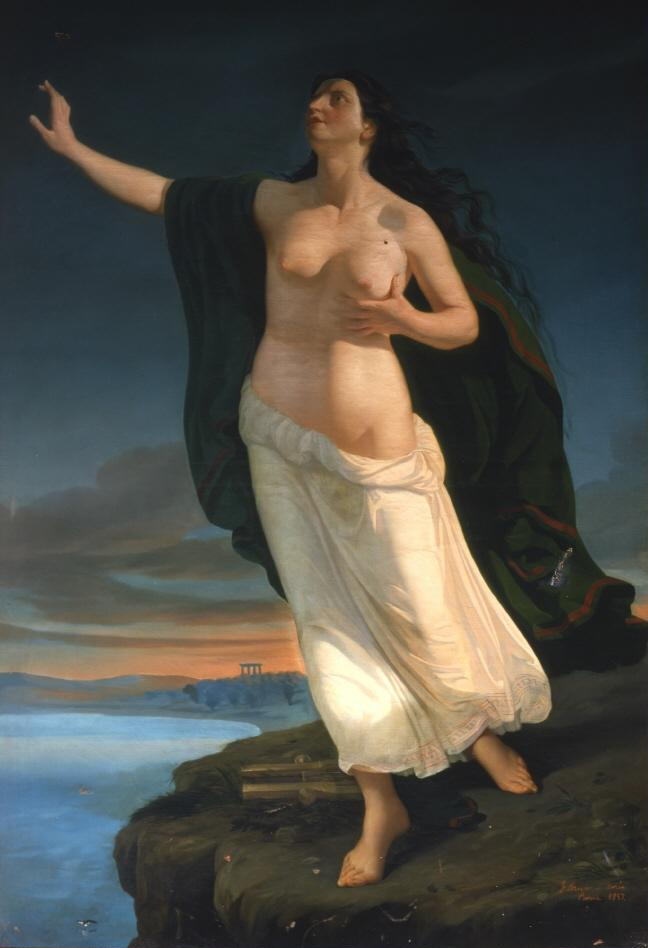
Safo arrojándose al mar (1857), Museo de la Real Academia de Bellas Artes de San Fernando.

Nacido en Zaragoza hacia 1831 o 1834, fue discípulo en Madrid de la Escuela dependiente de la Real Academia de San Fernando. Pensionado para viajar a Italia en 1854, en vista de sus ejercicios de oposición en que pintó su cuadro  de Rebeca y Eliezer, que se halla en la citada academia, volvió de Roma en 1858 una vez terminados sus estudios. Abierta la Exposición Nacional de Bellas Artes de 1860, presentó un cuadro de figuras de tamaño natural que representaba a San Hermenegildo en la prisión, obra que obtuvo mención honorífica y fue adquirida por el Gobierno para el Museo Nacional, Un guerrero herido y Saffo, propiedad estos de la Real Academia de San Fernando.
También fue autor de un retrato de Recaredo II, existente en el Real Museo en la serie cronológica de los Reyes de España, así como de las figuras y decorado del Circo del Príncipe Alfonso (al temple); del monumento de Semana Santa de Sras. Comendadoras de Santiago; del decorado y pintura al temple de varias casas particulares de Madrid; de un cuadro representando La batalla de las Navas de Tolosa para la Diputación Provincial de Tarragona, de varios dibujos para la obra Iconografía española, de Valentín Carderera, y de un considerable número de retratos, entre los que se encontraba uno de la esposa del arquitecto Jareño. En 1866 pintó en el Café de Madrid las salas de las artes y la literatura; obras criticadas por su extraordinaria brillantez de color y exceso de adornos. Fue también autor de un cuadro que representaba Los funerales de Carlos V, de otro titulado La oración de la tarde, que fue adquirido para el Museo Nacional y de muchos otros trabajos, entre ellos varios dibujos para la serie Monumentos Arquitectónicos de España. Falleció en Madrid en 1911, en el mes de octubre, y fue enterrado en el cementerio de la Almudena.